# Filippo de Angelis
Filippo de Angelis (ur. 16 kwietnia 1792 w Ascoli Piceno, zm. 8 lipca 1877 w Fermo) – włoski kardynał.

## Życiorys
Był synem Vincenza de Angelisa i Marii Alvitreti. W młodości studiował na Papieskiej Akademii Kościelnej i Sapienzy, gdzie uzyskał doktoratu utroque iure (1818) oraz z teologii i filozofii (1819). Następnie przyjął święcenia kapłańskie i rozpoczął pracę w Kurii Rzymskiej, m.in. w Kancelarii Apostolskiej. 3 lipca 1826 został wybrany biskupem tytularnym Leuce w Tracji. 15 marca 1830 został tytularnym arcybiskupem Kartaginy. Miesiąc później został nuncjuszem apostolskim w Szwajcarii, a w 1832 w Portugalii. Nie udał się jednak na Półwysep Iberyjski, ponieważ stosunki dyplomatyczne z Państwem Kościelnym zostały zerwane. 15 lutego 1838 został przeniesiony do diecezji w Montefiascone, z własnym tytułem arcybiskupa. 13 sierpnia tr. został kreowany kardynałem in pectore. Kapelusz kardynalski i diakonię San Bernardo alle Terme otrzymał na konsystorzu w lipcu 1839. 27 stycznia 1842 został mianowany arcybiskupem Fermo. Uczestniczył w konklawe 1846. Od 20 września 1867 był kardynałem kamerlingiem, a od 4 grudnia protoprezbiterem Kolegium Kardynałów – oba urzędu pełnił do śmierci.